# Polyerata
Polyerata är ett släkte med fåglar i familjen kolibrier. Släktet omfattar tre arter som förekommer från Nicaragua till Ecuador:
- Blåbröstad smaragd (P. amabilis)
- Costaricasmaragd (P. decora)
- Purpurbröstad smaragd (P. rosenbergi)

Arterna placeras traditionellt i släktet Amazilia, men genetiska studier visar att dessa tre utgör en egen utvecklingslinje, systergrupp till Chlorestes.